# 高名な依頼人
「高名な依頼人」（こうめいないらいにん、The Adventure of the Illustrious Client）は、イギリスの小説家、アーサー・コナン・ドイルによる短編小説。シャーロック・ホームズシリーズの一つで、56ある短編小説のうち50番目に発表された作品である。イギリスの「ストランド・マガジン」1925年2・3月号、アメリカの「コリアーズ・ウィークリー」1924年11月8日号に発表。1927年発行の第5短編集『シャーロック・ホームズの事件簿』(The Case-Book of Sherlock Holmes) に収録された。ゲストスターのグルーナー男爵はモリアーティ教授に次ぐホームズシリーズの名悪役として知られる。

## あらすじ
"正典"には1902年9月3日に始まった事件と記されている。
トルコ風呂でくつろいでいたホームズとワトソンの元に、ジェームズ・デマリー卿からある特別な事件について依頼したいのでベーカー街を訪れるという内容の手紙が届いた。手紙に記された時間通りに訪れたデマリー卿は、ド・メルヴィル将軍の娘ヴァイオレット・ド・メルヴィルがヨーロッパ大陸で女性に対する数々の悪事（妻への殺害疑惑を含む）を働いたオーストリア貴族のグルーナー男爵にだまされて婚約してしまった（前述の殺害疑惑も濡れ衣と思い込まされている）こと、依頼は「非常に高名な、非常に身分の高い」ある人物からのもの（デマリー卿はその代理人）で、この婚約を壊してほしいというものであることを説明する。ホームズはデマリー卿に本当の依頼人は誰か聞くが、デマリー卿は依頼人が匿名を望んでいること、その名がこの事件に一切関与しないことが重要であることを告げ、依頼人の名前は言わなかった。
グルーナー男爵は狡猾な男で、直接会いに来たホームズに婚約破談のために調査をしても無駄であるから手を引くように丁寧に言うと、「同じようなことをやったフランスのルブラン」という探偵が一生不自由な肉体にされたという話をして“警告”する。
ホームズはいったん下がるが、ロンドンの裏社会に詳しい情報屋シンウェル・ジョンソンからグルーナー男爵の被害者である女性のキティ・ウィンターを紹介され、当初彼女にメルヴィルの娘を説得してもらおうとしたが、ウィンターがふと「グルーナ―男爵が今までもてあそんだ女の情報」を記した本を持っていたことを思い出し、ホームズはそれを奪い取って将軍の娘に知らせるために画策するが、ある日2人組の暴漢に襲われて大怪我をしてしまう。ホームズは怪我から順調に回復していくが、ワトスンに指示して、怪我が重傷で瀕死の状態であるように見せかける。
グルーナー男爵が金曜日にアメリカに向かうという報道を見て、ホームズはワトスンにグルーナー男爵のコレクションである中国陶器について予習するようにいう。翌日、ワトスンは中国陶器のコレクターに変装してグルーナー男爵に会い、ホームズはその隙にグルーナー男爵の本を見つけ出そうとする。

## 依頼人
作中において依頼者が誰か明確に記されていないために、依頼者の素性こそが本作の真のミステリーとされているが、ワトスンの記述などから当時の英国王エドワード7世であるとするのが定説となっている。
なお、エドワード7世は即位以前からホームズの力を借りていたことが何度かあったと考えられている。例えば、「緑柱石の宝冠」で依頼人である銀行頭取に融資の担保として宝冠を預けたとされる人物、または『バスカヴィル家の犬』の中でホームズが「この国で最も身分の高い人物が脅迫されている」と語った際の人物とは、当時はまだ皇太子であったエドワード7世であると考えられる。
さらにホームズは、エドワード7世の母であるヴィクトリア女王とも関わりがある（ブルースパーティントン設計書）。

## 正倉院
作中、グルーナー男爵がワトスンに対しその知識を試そうと、聖武天皇と奈良の正倉院の関係について説明するよう要求する場面がある。当時のイギリスでは日本はあまり知られておらず、正倉院については戦後の1946年に一般公開されるまで日本でも有名というわけではなかった。ドイルがこうした日本についての詳細な知識を持っていたのは、幼少時からの友人、ウィリアム・K・バートンから聞いたためではないかとする説がある。バートンは衛生工学の教授として東京帝国大学に招かれたお雇い外国人で、10年以上日本で生活をした人物である。バートンには正倉院についての知識があり、それをドイルに伝えたことがあったのだと考えられる。
日本の情報以外では、短編「技師の親指」に登場する水力技師の依頼人、ヴィクター・ハザリの職業と技術についての知識が、バートンから得たものだとする説がある。
ウィリアム・バートン (William Burton) とワトスンが偽名に使ったヒル・バートン (Hill Barton) とは姓が似ていて、名前のウィリアムの愛称がビル (Bill) であることを考慮すると、酷似しているといえる。